# Stigmatophorina sericea
Stigmatophorina sericea är en fjärilsart som beskrevs av Rothschild 1917. Stigmatophorina sericea ingår i släktet Stigmatophorina och familjen tandspinnare. Inga underarter finns listade i Catalogue of Life.